# Hartford Athletic
Hartford Athletic ist ein US-amerikanisches Fußball-Franchise mit Sitz in Hartford im Bundesstaat Connecticut. Die Mannschaft spielt derzeit in der zweitklassigen USL Championship.

## Geschichte
Der Klub wurde am 11. Juli 2018 gegründet und belegte innerhalb der Premierensaison 2019 in der Eastern Conference mit 27 Punkten den 17. und damit Vorletzten Platz. Durch die Covid-19-Pandemie spielte die Mannschaft erst spät im Jahr, konnte aber in seiner Gruppe am Ende mit 35 Punkten den ersten Platz erreichen. Durch die Punkte hier, reichte es auf der kompletten Tabelle der Conference für den zweiten Platz und damit locker für die Conference Quarterfinals. Hier traf man dann auf den Saint Louis FC, gegen welche man aber knapp mit 0:1 ausschied. Die gestaltete sich für das Team dann wieder in der gewohnten Umgebung, hier erreichte man mit 41 Punkte aber nur den neunten Platz der Conference-Tabelle.
Zur Saison 2022 startete in der wieder neu eingeführten USL W League auch ein Frauen-Team, welches von Hartford zusammen mit dem AC Connecticut unterstützt wird.